# Gottfried Schenker
Gottfried Schenker (14. února 1842, Däniken, Švýcarsko – 26. listopadu 1901, Vídeň) byl švýcarský a později rakouský podnikatel a zakladatel logistické a spediční společnosti Schenker AG.

## Život
Gottfried Schenker, který pocházel z početné rodiny, absolvoval střední školu ve městě Aarau. Poté začal studovat práva v Heidelbergu, avšak studium kvůli konkursu rodinného zámečnictví studia přerušil se krátce věnoval novinařině, od roku 1865 pracoval jako úředník u Schweizerische Centralbahn v Basileji. O rok později přešel k soukromé přepravní firmě F. Braff & Eckert, agentuře „Francouzské východní dráhy“. V roce 1867 byl poslán do Vídně, kde měl na starosti o dovoz obilí z Rakousko-Uherska do Francie. Schenker v této době, kdy byla nákladní železniční doprava v počátcích, spatřoval velké šance v rozvoji přepravy zboží mezi východem a západem.Vedení vídeňské pobočky převzal, ale těžkosti při obstarávání vagonů a neshody s nadřízenými způsobily jeho celkové vyčerpání.
Po zotavení v nemocnici z firmy na konci roku 1867 odešel a v roce 1868 převzal vídeňskou pobočku hamburské společnosti Elkan & Co. V roce 1872 se setkal s majiteli spediční firmy Karpeles und Hirsch, Moritzem Karpelesem a Moritzem Hirschem. S nimi jako obchodními partnery založil 21. července 1872 ve Vídni firmu Spedition Schenker & Co. Provozoval i sběrnou nákladní dopravu ve Vídni a mezi dalšími důležitými městy Rakouska-Uherska. V roce 1873 poslal Gottfried Schenker první hromadnou zásilku z Paříže do Vídně. Za dva roky zřídil pobočky v Budapešti, Praze, Bělehradě, Londýně a Istanbulu. Pro velké zásilky používal i lodní přepravu, nejprve po Dunaji.
V roce 1879 založil Schenker v Rijece rejdařství Adria Steamship Company, které se brzy stalo největší maďarskou společností v mezinárodním obchodě. O šestnáct let později, v roce 1895, založili Gottfried Schenker, jeho adoptovaný syn August Schenker-Angerer a William Burell rejdařskou firmu Austro-Americana se sídlem v Terstu. Austro-Americana se zabývala lodní přepravou mezi Rakouskem a severní Amerikou. V roce 1913 otevřela společnost zastoupení v New Yorku.
Schenker měl podíl i v nově vznikajících telekomunikačních společnostech, které se zabývaly pokládkou podmořských kabelů mezi Evropou a Amerikou.
V roce 1896 se Gottfried Schenker stal rakouským občanem. Zemřel ve Vídni, jeho hrob se nachází na hřbitově Heiligenstadt v 19. vídeňském obvodě Döbling.